# Barsebäckshamns fyr
Barsebäckshamns fyr är belägen på hamnpiren i Barsebäckshamn, Kävlinge kommun, Skåne län. Fyren tillkom år 1881, för att underlätta seglationen för det nya bolaget Skånska Kustens ångbåtar. Samtidigt tillkom hamnfyrar i de andra två hamnarna som skulle trafikeras, nämligen Skanör och Mölle.
År 1900 flyttades det första fyrhuset till Limhamn, och en ny gjutjärnsfyr uppfördes. Denna fick Aga-belysning år 1912 och elektrifierades år 1939. Dagens fyr, den tredje i ordningen, härstammar från 1960.
Barsebäckshamns fyr är alltjämt aktiv.